# منجم نويبع
نجم نويبع هو منجم كبير يقع في الجزء الشمالي من مصر في محافظة جنوب سيناء. يمثل منجم النويبع واحد من أكبر احتياطيات التنتالوم في مصر، حيث تقدر الاحتياطيات بـ 114.7 مليون طن من خام التنتالوم بنسبة 0.016%.